# Viola Gehring
Viola Gehring (geboren 1971 in Lemgo) ist eine deutsche Schriftstellerin, Bestseller-Autorin und Vortragsrednerin. 

## Leben
Sie studierte Germanistik, Geschichte und Skandinavistik an der Albert-Ludwigs-Universität zu Freiburg im Breisgau.
Gehring schrieb mehrere Theaterstücke und leitete als Regisseurin und Produzentin viele Jahre ein Theater in Köln. An der Universität Graz wirkte sie als Gastdozentin für „Kreatives Schreiben“.
Ihre ersten drei Romane, „Das Herz des Königs“ (2003), „Wer gab Dir Liebe, die Gewalt“ (2005) und „Die Nebel des Morgens“ (2006) beschäftigen sich mit mittelalterlichen Stoffen und Persönlichkeiten. Die bislang unvollendete Trilogie „Himmel aus Bronze“ umfasst die Bände „Die Steine des Gorr“ (2008) und „Das Auge des Himmels“ (2009).
Mit „Ein Tag, ein Jahr, ein Leben“ (2014) vollzog sie einen erfolgreichen Genrewechsel zum zeitgenössischen Roman auf mehreren Zeitebenen. Der Roman war als E-Book und in der Printausgabe ein Bestseller. „Das Flüstern des Glücks“ – erstmals erschienen 2015 unter dem Titel „Ein Rest von Liebe“ und inzwischen neu veröffentlicht als Familiensaga unter den Romantiteln „Henni – Geheimnisse einer Familie“ und „Louisa – Das Erbe einer Familie“ – war eine Fortführung dieses neuen Stils, diesmal als Saga einer Familie vom Niederrhein. Das Thema, inwieweit Familiengeheimnisse der Vergangenheit auch heutige Generationen noch beeinflussen können, griff sie erneut mit „Was uns am Ende bleibt“ (2019) auf. Auch dieser Roman wurde ein Bestseller.
Mit „Die Zunftmeisterin“ (2017) – inzwischen neu veröffentlicht unter dem Titel „Die Hexe von Oldenburg“ – kehrte sie noch einmal ins Genre des historischen Romans zurück. Erneut landete sie im Print und E-Book einen großen Erfolg. Mit „Ein Flüstern zwischen den Zeiten“ (2022) – nun neu veröffentlicht unter dem Titel „Der Mut einer Frau“ – setzt sie ihren Stil der kriminalistisch gefärbten Liebesgeschichte auf mehreren Zeitebenen fort.
Im Oktober 2022 erschien ihr vorerst letzter Zeitebenen-Roman „Ein Flüstern zwischen den Zeiten“, der unter dem Namen Viola Gehring im Jahr 2024 eine Neuauflage erfuhr, jetzt unter dem Titel „Der Mut einer Frau“. Hierbei geht es um die Schrecken einer Boulevard-Hetzkampagne gegen eine emanzipierte Frau, die aus 1949 bis in die Gegenwart Auswirkungen hat.
Ihre ersten zehn Romane erschienen unter dem Nom de Plume Viola Alvarez, die letzten fünf erschienen in Neuauflage seit Herbst 2024 unter dem Namen Viola Gehring. Im Jahr 2024 veröffentlichte Saga Egmont „Ein Tag, ein Jahr, ein Leben“ als Hörbuch, von ihr selbst eingelesen.

## Werke
- Das Herz des Königs. 2. Auflage. BLT, Bergisch Gladbach 2005, ISBN 3-404-92187-9.
- Die Nebel des Morgens. BLT, Bergisch Gladbach 2006, ISBN 3-7857-1580-3.
- Wer gab dir, Liebe, die Gewalt. BLT, Bergisch Gladbach 2007, ISBN 3-7857-1557-9.
- Der Himmel aus Bronze. Band 1: Die Steine des Gorr. BLT, Bergisch Gladbach 2008, ISBN 978-3-404-16464-6.
- Der Himmel aus Bronze. Band 2: Das Auge des Himmels. BLT, Bergisch Gladbach 2011, ISBN 978-3-404-16055-6.
- Ein Tag, ein Jahr, ein Leben. dotbooks, München 2014, ISBN 978-3-95520-474-7.
- Henni – Geheimnisse einer Familie, vorher Das Flüstern des Glücks – Teil 1. dotbooks, München 2015, ISBN 978-3-96148-184-2.
- Louisa – Das Erbe einer Familie, vorher Das Flüstern des Glücks – Teil 2. dotbooks, München 2015, ISBN 978-3-9895266-7-9.
- Die Hexe von Oldenburg, vorher Die Zunftmeisterin. dotbooks, München 2017, ISBN 978-3-96148-053-1.
- Was uns am Ende bleibt. dotbooks, München 2019, ISBN 978-3-96148-349-5.
- Der Mut einer Frau, vorher Ein Flüstern zwischen den Zeiten. dotbooks, München, 2022, ISBN 978-3-9895262-6-6